# Тревизан, Мартина
Мартина Тревизан (итал. Martina Trevisan; род. 3 ноября 1993, Флоренция, Италия) — итальянская теннисистка; полуфиналистка одного турнира Большого шлема в одиночном разряде (Открытый чемпионат Франции-2022); победительница одного турнира WTA в одиночном разряде; победительница (2024) и финалистка (2023) Кубка Билли Джин Кинг и United Cup 2023 в составе сборной Италии.

## Биография
Мартина родилась во Флоренции 3 ноября 1993 года. Её мать — Моника, учитель тенниса, а её отец — Клаудио, бывший футболист, который играл в Серии B чемпионата Италии. У неё есть старший брат Маттео Тревизан (род. 1989), который также играет в теннис, поднимался в третью сотню мирового рейтинга.

## Спортивная карьера
В юниорском возрасте наивысшая позиция была — 57-е место в мировом рейтинге 12 октября 2009 года. В 2009 году в юниорском парном разряде она смогла выйти в полуфиналы на Ролан Гаррос и Уимблдоне.

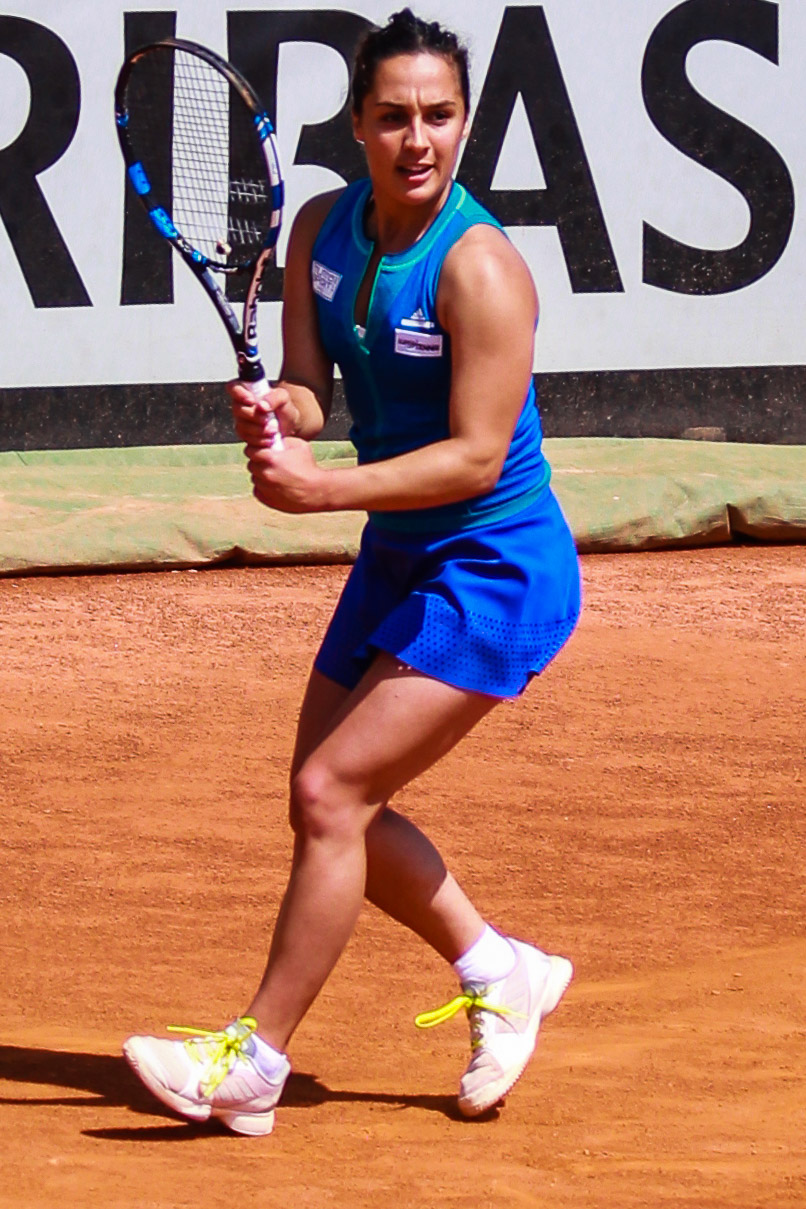
2017 год

В феврале 2017 года она впервые была приглашена играть за свою страну в матче Кубка Федерации по теннису против Словакии. Италия тот поединок выиграла.
В июне 2017 года она смогла выйти в финал турнира ITF в Градо, где уступила Анне Каролине Шмидловой со счетом 6-2, 2-6, 4-6. 25 июня 2017 года она выиграла турнир ITF в Варшаве, победив в финале Ольгу Янчук 6:2, 6:4. В этом же году она победила в квалификационном раунде на турнире в Гштааде и дебютировала в основном стеке турниров WTA против Анетт Контавейт, уступила ей со счетом 6-1, 6-3.
В апреле 2019 года она приняла участие на турнире WTA в Чарльстоне, победив Макнэлли и Каратанчеву в квалификации. В первом круге она одержала победу над украинкой Надей Киченок, а во втором раунде уступила второму номеру турнира Кики Бертенс.
2020 год она начинает с участия в Австралийском Большом шлеме в основной сетке турнира, пробившись через квалификацию. В первом раунде она уступает со счетом 6-2 6-4 будущей победительнице австралийского турнира 2020 года, американке Софии Кенин.
В конце сентября 2020 года она стартует на турнире Ролан Гаррос во Франции. Победив в квалификации, она поэтапно обыгрывает Камилу Джорджи, Кори Гауфф и Марию Саккари. В 4-м раунде она наносит поражение Кики Бертенс и добивается самого высокого положения на турнирах Большого шлема за всю свою карьеру. В четвертьфинале Тревизан без борьбы уступила Иге Свёнтек (3-6 1-6).
После успеха на Открытом чемпионате Франции два года не показывала прежнего уровня игры. В 2021 году на турнирах Большого шлема два раза вылетала в первом круге и два раза во втором. На Открытом чемпионате Австралии 2021 года впервые в карьере сыграла в женском парном разряде на турнире Большого шлема и сразу сумела вместе с сербкой Александрой Крунич дойти до 1/4 финала.
На Открытом чемпионате Австралии 2022 года Тревизан, которая выпала из топ-100 мирового рейтинга, была вынуждена начинать с квалификации, которую сумела пройти. В первом круге основной сетки итальянка обыграла японку Нао Хибино (6-2 6-3), но затем уступила шестой ракетке мира Пауле Бадосе (0-6 3-6).
В мае 2022 года Тревизан выиграла первый в карьере турнир серии WTA 250, в финале в марокканском Рабате на грунте итальянка разгромила американку Клер Лю 6-2 6-1. В пяти матчах турнира Тревизан проиграла только один сет бывшей первой ракетке мире Гарбинье Мугурусе во втором круге. 23 мая 2022 года Тревизан поднялась на высшее в карьере 59-е место в мировом рейтинге.
На Открытом чемпионате Франции 2022 года Тревизан смогла показать впечатляющую игру и вновь дойти до 1/4 финала. При этом Мартина не отдала ни одной партии в 4 матчах. В четвертьфинале Тревизан за 2 часа и 19 минут обыграла 19-летнюю канадку Лейлу Фернандес со счётом 6-2 6-7(3-7) 6-3 и впервые в карьере вышла в полуфинал турнира Большого шлема. При этом Тревизан не реализовала во втором сете матчбол на своей подаче при счёте 5-4. В полуфинале Тревизан не смогла навязать борьбу юной американке Кори Гауфф — 3-6 1-6.
На Уимблдоне 2022 года была посеяна под 22-м номером, но уже в первом круге была разгромлена 119-й ракеткой мира Элизабеттой Коччаретто (2-6 0-6). В середине июля дошла до четвертьфинала турнира WTA 250 в Будапеште. 18 июля 2022 года поднялась на высшее в карьере 24-е место в мировом рейтинге.
На Открытом чемпионате США 2022 года была посеяна под 27-м номером и в первом круге в двух сетах проиграла опытной россиянке Евгении Родиной (5-7 1-6).

## Итоговое место в рейтинге WTA по годам
| Год  | Одиночный рейтинг | Парный рейтинг |
| ---- | ----------------- | -------------- |
| 2023 | 43                | 390            |
| 2022 | 28                | 244            |
| 2021 | 113               | 186            |
| 2020 | 84                | 391            |
| 2019 | 153               | 1 380          |
| 2018 | 195               | 480            |
| 2017 | 202               | 313            |
| 2016 | 236               | —              |
| 2015 | 365               | 931            |
| 2014 | 590               | —              |
| 2010 | —                 | —              |
| 2009 | 694               | —              |
| 2008 | 1 011             | —              |

## Выступления на турнирах

### Финалы турнировWTAв одиночном разряде (1)

#### Победа (1)
| Легенда:                                   |
| ------------------------------------------ |
| Турниры Большого шлема (0*)                |
| Олимпиада (0)                              |
| Итоговый турнир WTA (0)                    |
| Premier Mandatory / WTA 1000 Mandatory (0) |
| Premier 5 (0) / WTA 1000                   |
| Premier (0) / WTA 500                      |
| International / WTA 250 (1)                |

| Титулы по покрытиям | Титулы по месту проведения матчей турнира |
| ------------------- | ----------------------------------------- |
| Хард (0*)           | Зал (0)                                   |
| Грунт (1)           | Зал (0)                                   |
| Трава (0)           | Открытый воздух (1)                       |
| Ковёр (0)           | Открытый воздух (1)                       |

* количество побед в одиночном разряде + количество побед в парном разряде.
| №  | Дата        | Турнир         | Покрытие | Соперница в финале | Счёт    |
| 1. | 21 мая 2022 | Рабат, Марокко | Грунт    | Клер Лю            | 6-2 6-1 |

### Финалы турнировWTAв парном разряде (1)

#### Поражение (1)
| №  | Дата            | Турнир          | Покрытие | Партнёрша            | Соперницы в финале         | Счёт    |
| 1. | 16 августа 2020 | Палермо, Италия | Грунт    | Элизабетта Кочаретто | Тамара Зиданшек Аранча Рус | 5-7 5-7 |

### Финалы командных турниров (3)

#### Победа (1)
| №  | Год  | Турнир                | Место проведения | Покрытие   | Команда                                                                | Соперницы в финале                                                          | Счёт |
| -- | ---- | --------------------- | ---------------- | ---------- | ---------------------------------------------------------------------- | --------------------------------------------------------------------------- | ---- |
| 1. | 2024 | Кубок Билли Джин Кинг | Малага, Испания  | Хард (зал) | Италия Л. Бронцетти, Э. Коччаретто, Ж. Паолини, М. Тревизан, С. Эррани | Словакия В.Грунчакова, Т. Михаликова, А. Шмидлова, Р. Шрамкова, Р. Ямрихова | 2-0  |

#### Поражения (2)
| №  | Год  | Турнир                | Место проведения                  | Покрытие   | Команда                                                                                   | Соперник в финале                                                   | Счёт |
| -- | ---- | --------------------- | --------------------------------- | ---------- | ----------------------------------------------------------------------------------------- | ------------------------------------------------------------------- | ---- |
| 1. | 2023 | United Cup            | Брисбен, Сидней, Перт (Австралия) | Хард       | Италия · М. Берреттини, Л. Бронцетти, А. Вавассори, Л. Музетти, К. Розателло, М. Тревизан | США · М. Киз, Дж. Пегула, Ф. Тиафо, Т. Фриц                         | 0-4  |
| 2. | 2023 | Кубок Билли Джин Кинг | Севилья, Испания                  | Хард (зал) | Италия Л. Бронцетти, Э. Коччаретто, Ж. Паолини, Л. Стефанини, М. Тревизан                 | Канада Э. Бушар, Г. Дабровски, Р. Марино, М. Стакушич, Л. Фернандес | 0-2  |